# Георги Каракачанов
Георги Димитров Каракачанов е български офицер, генерал-майор.

## Биография
Роден е на 21 ноември 1944 г. в поморийското село Бата. Завършва Висшето народно военно-артилерийско училище в Шумен. Между 1979 и 1982 г. е командир на ракетния дивизион в Черноморец, поделение 70570 (26720). От 1982 до 1984 г. е началник-щаб на трета зенитно-ракетна бригада. От 1984 г. е заместник-командир на Трета зенитно-ракетна бригада до 1986 г. На 19 август 1996 г. е освободен от длъжността командир на Втора дивизия ПВО, считано от 1 септември 1996 г. На 1 септември 1997 г. е назначен за изпълняващ за една година длъжността заместник-командир на корпус „Противовъздушна отбрана“. На 24 август 1998 г. е освободен от длъжността от изпълняващ за срок 1 година длъжността заместник-командир на корпус „Противовъздушна отбрана“ и назначен за изпълняващ за срок 1 година длъжността началник на управление „Зенитно-ракетни и радиотехнически войски“ на Главния щаб на Военновъздушните сили, считано от 1 септември 1998 г. На 3 май 1999 г. е освободен от изпълняващ длъжността началник на управление „Зенитно-ракетни и радиотехнически войски“ в Главния щаб на Военновъздушните сили. На 23 декември 1999 г. е освободен от кадрова военна служба.